# Amalie von Württemberg

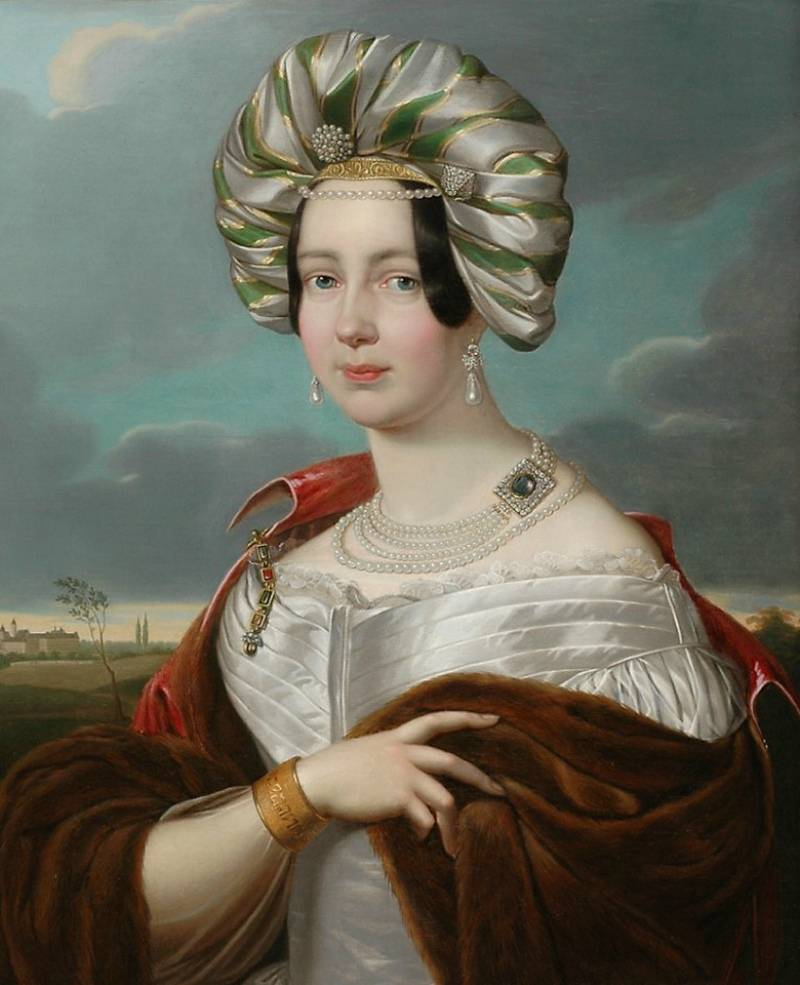
Amalie von Württemberg, Herzogin von Sachsen-Altenburg

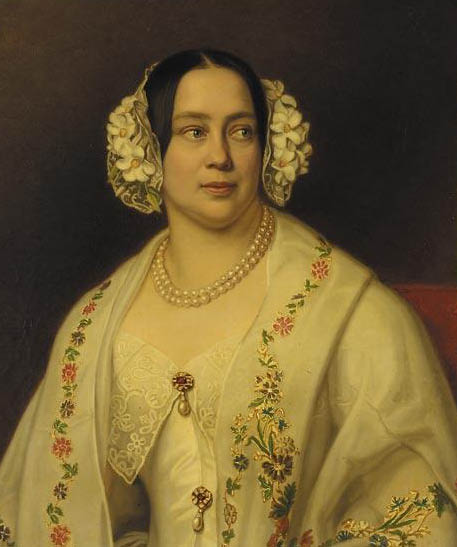
Herzogin Amalie von Sachsen-Altenburg, Gemälde von Joseph Karl Stieler, ca. 1847

Amalie Therese Luise Wilhelmine Philippine von Württemberg (* 28. Juni 1799 in Wallisfurth, Grafschaft Glatz; † 28. November 1848 in Altenburg) war eine Herzogin von Württemberg und durch Heirat Herzogin von Sachsen-Altenburg.

## Leben
Amalie war eine Tochter des Herzogs Ludwig Friedrich von Württemberg und dessen Gemahlin Prinzessin Henriette von Nassau-Weilburg. Amalie war eine Nichte des Königs Friedrich I. von Württemberg sowie der russischen Zarin Maria Feodorowna. Ihre religiöse und geistreiche Mutter hatte wesentlichen Einfluss bei der Erziehung der Prinzessin in Kirchheim unter Teck, wo Amalie aufwuchs.
Am 24. April 1817 heiratete Amalie in Kirchheim den Erbprinzen Joseph von Sachsen-Hildburghausen. 1825 wurde der Erbprinzessin, wie allen Mitgliedern des Hauses Württemberg, vom württembergischen König das Prädikat „Königliche Hoheit“ verliehen.
Im Jahr 1819 gründete Amalie in Hildburghausen die Industrieschule für Kinder unbemittelter Eltern, ein Jahr später begründete sie einen Frauenverein. 1826 wurde Josephs Vater Friedrich Herzog von Sachsen-Altenburg und die Familie zog in die neue Residenz. Amalies Mann folgte 1834 seinem Vater als Herzog von Sachsen-Altenburg.
Die Herzogin gründete 1835 als Amalien-Stiftung eine Kleinkinderbewahranstalt in Altenburg und zwei Jahre später in Kahla eine ähnliche Einrichtung.
Amalie wurde als energisch und stolz beschrieben, was zum großen Teil für die Unbeliebtheit des herzoglichen Paares sorgte. Zur Eskalation der Vorgänge während der bürgerlichen Revolution in Altenburg 1848 trug sie wesentlich bei. Während dieser Ereignisse starb die Herzogin am 28. November 1848 und ihr Mann dankte zwei Tage später ab.

## Nachkommen
Aus ihrer Ehe hatte Amalie sechs Töchter, weshalb ihr Mann zu Gunsten seines Bruders auf die Regierung verzichtete.
- Marie (1818–1907)

⚭ 1843 König Georg V. von Hannover (1819–1878)
- Pauline (1819–1825)
- Therese (1823–1915)
- Elisabeth (1826–1896)

⚭ 1852 Großherzog Peter II. von Oldenburg (1827–1900)
- Alexandra (1830–1911)

⚭ 1848 Großfürst Konstantin von Russland (1827–1892)
- Luise (1832–1833)